# Livsglädjen
Livsglädjen (franska: Le Bonheur de vivre eller La Joie de vivre) är en oljemålning av den franske konstnären Henri Matisse. Den målades 1905–1906 och ingår i Barnes Foundations samlingar i Philadelphia.
Med sin klara färgfältsuppdelning, de markerade kurvkonturerna och djärva förenklingarna är målningen typisk för Matisses fauvistiska period. De primitiva inslagen i formbehandlingen är inspirerade av Paul Gauguin; målningens ämne antyder också något av samma vision av människan i naturtillstånd som Gauguin sökt skildra i sina målningar från Tahiti, till exempel Varifrån kommer vi? Vad är vi? Vart går vi?. Skillnaden är att Matisses figurer inte är några "ädla vildar"; ämnet är snarare en hednisk scen från det klassiska Arkadien utförd i stil som Tizians Backanal på Andros. Han hade målat liknande motiv tidigare i Luxe, calme et volupté (1904) och Pastoral (1905). Det som gör Livsglädjen så radikal är de konsekvent genomförda förenklingarna; allt som kan utelämnas har utelämnats eller endast antytts och ändå ger scenen volym och rumsdjup. Figurernas ställning har i flera fall klassiska förebilder och återkom i flera av Matisses målningar, till exempel den hukande kvinnan till vänster (jämför Le Luxe), den liggande kvinnan med utsträckt armbåge och handen vilande på huvudet (Blå akt (minne av Biskra), Bronsfiguren) och de sex dansade figurerna i bakgrunden (Dansen).
Livsglädjen var den enda tavla Matisse ställde ut på Salon des Indépendants i Paris 1906. Där väckte den våldsamma och till största del negativa reaktioner. Hans tidigare understödjare, konstnären Paul Signac, var mycket kritisk och skrev (i svensk översättning): "Hittills har jag uppskattat Matisse, men nu verkar han ha tagit fel riktning. I sin två och en halv meter breda målning, har han ramat in sina udda figurer i linjer tjocka som din tumme. Sedan har han kvävt de i matta, tydligt markerade färger som mycket väl kan vara rena men fortfarande är upprörande." Mer förtjust var den amerikanske konstsamlaren Leo Stein som förvärvade den för sitt och systern Gertrude Steins hem. Efter ett par mellanhänder, däribland den danska affärsmannen Christian Tetzen-Lund(dk), förvärvades den 1923 av amerikanen Albert C. Barnes(en) som sedermera grundade Barnes Foundation där den ställs ut idag.
San Francisco Museum of Modern Art förvärvade 1991 skissen till Livsgjädjen. Det är en oljemålning på duk, daterad 1905–1906 och med dimensionerna 40,6 × 54,6 cm. En annan skiss, benämnd Landskap i Collioure. Skiss till "Livsglädjen" (Paysage de Collioure. Étude pour "Le bonheur de vivre"), ingår sedan 1928 i Statens Museum for Kunsts samlingar i Köpenhamn. Det är en oljemålning på duk, målad 1905 och 46 × 55 cm stor.